# 赫里福德 (亞利桑那州)
赫里福德（英語：Hereford）是位於美國亞利桑那州科奇斯縣的一個非建制地區。該地的面積和人口皆未知。

## 地理
赫里福德的座標為31°26′15″N 110°14′53″W / 31.43750°N 110.24806°W，而該地的平均海拔高度為1278米（即4193英尺）。